# Apóstolos Papastámos
Apóstolos Papastámos (grec moderne : Απόστολος Παπαστάμος), né le 20 mars 2001 à La Canée, est un nageur grec, plutôt spécialiste dans l'épreuve du quatre nages.

## Carrière
Il participe en 2017 au Festival olympique de la jeunesse européenne où il monte sur la plus haute marche du podium au 400 m 4 nages.
Aux championnats d'Europe juniors 2018, il décroche une médaille d'argent sur la distance du 400 m 4 nages. L'année suivante, il est champion du monde juniors sur 400 mètres aux mondiaux juniors de Budapest, médaille de bronze sur la distance inférieure ; un mois avant, il avait conquis les titres européens du 200 m et 400 m quatre nages aux championnats d'Europe juniors.
Aux Jeux olympiques d'été de 2020, il dispute les séries du 200 mètres et 400 mètres quatre nages individuel masculin sans pouvoir se qualifier en phase finale.
En 2023, il remporte une médaille de bronze aux championnats d'Europe en petit bassin dans l'épreuve du 400 m quatre nages. En juin 2024, il peut ajouter à son palmarès une médaille d'or aux championnats d’Europe, toujours sur 400 m quatre nages.